# Pennisetum macrourum
Pennisetum macrourum är en gräsart som beskrevs av Carl Bernhard von Trinius. Pennisetum macrourum ingår i släktet borstgräs, och familjen gräs. IUCN kategoriserar arten globalt som livskraftig. Inga underarter finns listade i Catalogue of Life.